# 埃普斯鎮區 (密蘇里州巴特勒縣)
埃普斯鎮區（英語：Epps Township）是位於美國密蘇里州巴特勒縣的一個行政鎮區。

## 地方資料
埃普斯鎮區的面積為139.45平方千米，當中陸地面積為139.31平方千米，而水域面積為0.14平方千米。根據2020年美國人口普查的數據，當地共有人口3442人，而人口密度為每平方千米24.68人。